# Thalatha cinereoviridis
Thalatha cinereoviridis är en fjärilsart som beskrevs av Embrik Strand 1921. Thalatha cinereoviridis ingår i släktet Thalatha och familjen nattflyn. Inga underarter finns listade i Catalogue of Life.